# Mwinga Mwanjala
Mwinga Mwanjala (sinh ngày 13 tháng 1 năm 1960) là một vận động viên chạy cự ly trung bình người Tanzania. Bà đã thi đấu ở nội dung 800 mét nữ tại Thế vận hội Mùa hè 1980.